# Tatjana Ječmenica (namiznoteniška igralka)
Tatjana Ječmenica, srbsko-slovenska namiznoteniška igralka in trenerka, *14. april 1949, Banja Luka, FLRJ

## Športna kariera
Tatjana Ječmenica je leta 1965, ko še ni dopolnila 16 let, nastopila na svetovnem prvenstvu v namiznem tenisu »Corbillon Cup« v Ljubljani. V tekmovanju med posameznicami se je uvrstila v tretji krog, v mešanih dvojicah pa sta se z Istvanom Korpo uvrstila v četrti krog. V ekipnem tekmovanju je z jugoslovanskim moštvom osvojila osmo mesto.
Leta 1966 je v Sombotelu nastopila na Evropskem mladinskem prvenstvu, kjer sta z Mirjano Resler v igri dvojic osvojili prvo mesto. V tekmovanju posameznic je zasedla tretje mesto.
Leta 1966 je na X. Mednarodnem turnirju v namiznem tenisu v Rusah, Bolgariji, skupaj s Cirilo Pirc zmagala v ženskih dvojicah. Istega leta sta s Cirilo Pirc kot članici jugoslovanske reprezentance na Balkanskem prvenstvu v Brašovu, Romuniji, osvojili drugo mesto.
V letih 1966 in 1967 je kot članica STK Novi Sad skupaj z Radmilo Stojšić in Sonjo Skakun tekmovala za pokal evropskih prvakov. Obakrat so se uvrstili v četrtfinale.
Ječmenica je štirikrat zapored osvojila naslov jugoslovanske državne prvakinje: leta 1965 v mešanih dvojicah skupaj z Istvanom Korpo, v letih 1966, 1967 in 1968 pa v ženskih dvojcah skupaj z Radmilo Stojšić. Kot mladinka je dvakrat, v letih 1965 in 1966, osvojila naslov prvakinje Jugoslavije.  
Ječmenica je 53-krat tekmovala kot članica jugoslovanske državne reprezentance. Leta 1965 ji je mesto Novi Sad podelilo priznanje najboljšega mladega športnika mesta. Tekmovalno športno kariero je končala pri osemnajstih letih. Kasneje je s prostovoljnim delom v športnem društvu prispevala k namiznoteniškemu športu. Kot prostovoljka je delala tudi kot trenerka namiznega tenisa v Bergkvari na Švedskem in v Mariboru v Sloveniji, kjer živi še danes.

## Biografija
Ječmenica ima dve hčerki. Tudi starejša, Marijana Ječmenica je igrala namizni tenis. Mlajša, Daniela Candillari, je slovenska dirigentka in skladateljica klasične glasbe. Živi in dela v New Yorku.